# Pearls of Passion
Pearls of Passion – debiutancki album studyjny szwedzkiego duetu Roxette. Został wydany 31 października 1986 w Szwecji i Kanadzie. Odniósł duży sukces w Szwecji, docierając do 2. miejsca na liście przebojów, jednak poza nią nie zdobył większej popularności. Został sprzedany w liczbie 800 tys. egzemplarzy. Single promujące wydawnictwo również odniosły duży sukces w rodzimym kraju, zwłaszcza inauguracyjny „Neverending Love”, który dotarł do 3. miejsca listy przebojów. Dwa kolejne „Goodbye to You” oraz „Soul Deep” zajęły kolejno; 9.
i 18 pozycję. W marcu 1987, wydano remix album zatytułowany Dance Passion zawierający remiksy piosenek z płyty. W 1997 i 2009 roku wydano reedycję debiutu z dodatkowymi utworami, w większości demami nagranymi podczas sesji. Pierwsze wydanie CD z 1986 roku zostało wytłoczone tylko w nakładzie 1000 kopii.

## Lista utworów
1. Soul Deep – 3:41
2. Secrets That She Keeps – 3:48
3. Goodbye to You – 4:03
4. I Call Your Name – 3:39
5. Surrender – 4:23
6. Voices – 4:46
7. Neverending Love – 3:30
8. Call of the Wild – 4:32
9. Joy of a Toy – 3:09
10. From One Heart to Another – 4:11
11. Like Lovers Do – 3:25
12. So Far Away – 5:17

bonus z roku 1997
1. Pearls of Passion – 3:35
2. It Must Have Been Love (Christmas for the Broken Hearted) – 4:49
3. Turn to Me – 2:58
4. Neverending Love [Tits & Ass demo / 1986] – 2:45
5. Secrets That She Keeps [Tits & Ass demo / 1986] – 2:54
6. I Call Your Name [Montezuma Demo / 26.07.86] – 3:04
7. Neverending Love [Frank Mono-Mix / 1987] – 3:19
8. I Call Your Name [Frank Mono-Mix / 1987] – 3:21